# Castelo d'Apremont
O Château d'Apremont é um castelo do século XVI em ruínas na comuna de Apremont, no departamento de Vendée, na França.
Foi construído num promontório com vista para o vale do Vie. Acredita-se que partes dele datem do século XIII.
O Château d'Apremont é propriedade da comuna onde está localizado. Está classificado desde 1926 como um monumento histórico pelo Ministério da Cultura da França.